# Kepler-1229 b
Kepler-1229 b (également connue sous la désignation d'objet d'intérêt de Kepler, KOI-2418.01) est une exoplanète confirmée de type super-Terre, probablement rocheuse, gravitant autour de la zone habitable de la naine rouge Kepler-1229, située à environ 870 années-lumière (ou 267 parsecs) de la Terre dans la constellation du Cygne,. Elle a été découverte en 2016 par le télescope spatial Kepler. L'exoplanète a été découverte en utilisant la méthode des transits qui consiste à repérer la variation d'intensité lumineuse d'une étoile, ci-celle diminue et augmente périodiquement, cela signifie qu’une planète passe devant l’étoile.

## Caractéristiques

### Masse, rayon et température
Kepler-1229 b est probablement une super-terre rocheuse, une exoplanète dont le rayon et la masse sont plus grands que la Terre, mais plus petits que ceux des géantes gazeuses telles Neptune ou Uranus. Elle a une température d'équilibre de 213 K (-60 °C). La masse de Kepler-1229 b n'est pas connue, mais compte tenu de son rayon et de sa composition, elle devrait se situer autour de 2,7 M⊕,.

### Étoile hôte
La planète gravite autour d'une étoile de type M, Kepler-1229, et est la seule détectée en orbite en 2016. L'étoile a une masse de 0,54 M☉ et un rayon de 0,51 R☉. Elle a une température de 3724 K et est âgée d'environ 3,72 milliards d'années,. En comparaison le Soleil est âgé de 4,6 milliards d’années et a une température de 5778 K.
La magnitude apparente de l'étoile, ou son degré de luminosité par rapport à la Terre, est de 15,474. Par conséquent elle est trop faible pour être vue à l'œil nu.

### Orbite
Kepler-1229 b orbite autour de son étoile hôte en recevant environ 4% de la luminosité que la Terre reçoit du Soleil. Elle complète son orbite tous les 86,829 jours à une distance de 0,2896 UA (elle est plus proche de son étoile que Mercure — qui orbite à une distance de 0,387 UA — est distante du Soleil).

## Habitabilité
La découverte de l'exoplanète a été annoncée avec 8 autres découvertes, toutes sont en orbite autour de la zone habitable de leur étoile mère, c'est-à-dire la région où, avec des conditions climatiques et des propriétés atmosphériques adéquates, de l'eau liquide pourrait exister à la surface de la planète. Kepler-1229 b a un rayon de 1,4 R⊕, elle est donc probablement rocheuse. Son étoile hôte est une naine rouge dont la masse est d'environ la moitié de celle du Soleil. En conséquence, des étoiles telles que Kepler-1229 peuvent vivre jusqu'à 50 à 60 milliards d'années, soit 5 à 6 fois plus longtemps que le soleil.
La planète est probablement en rotation synchrone et donc verrouillée gravitationnellement, avec un côté de son hémisphère dirigé en permanence vers l’étoile et le côté opposé faisant face à l'espace intersidéral. Cependant, entre ces deux zones géographiques intenses, il pourrait exister une zone propice à l'habitabilité — appelée terminateur — où les températures pourraient convenir (environ 273 K (0 °C)) à la présence d'eau liquide. De plus, une partie beaucoup plus grande de la planète peut être habitable si elle est dotée d'une atmosphère suffisamment épaisse pour transférer de la chaleur vers le côté opposé à l'étoile.

## Découverte et études de suivi
En 2013, avant que deux volants d'inertie ne tombent en panne, le photomètre de la sonde Kepler de la NASA enregistrait ses observations d'étoiles, il s'agit de l'instrument utilisé pour détecter les événements de transit, durant lesquels une planète passe devant son étoile hôte et réduit pendant un bref instant et de façon régulière sa luminosité. Au cours de ce dernier round de tests, Kepler a observé 50 000 étoiles du Kepler Input Catalog dont l'étoile Kepler-1229; les courbes de lumière préliminaires ont été envoyées à l’équipe scientifique de Kepler pour analyse, celle-ci a choisi de porter ses efforts sur l'étude de compagnons planétaires évidents parmi ceux détectés, et pour initier ensuite un suivi dans les observatoires terrestres. Les observations des vitesses radiales ont confirmé qu'un corps planétaire était responsable des creux observés dans la courbe de lumière de Kepler-1229, confirmant ainsi la présence d'une planète. Cette planète a ensuite été annoncée dans le dernier catalogue publié par la NASA le 12 mai 2016, soit environ 3 ans plus tard.
À près de 770 années-lumière (236 pc) de distance, Kepler-1229 b et son étoile sont trop éloignées pour que les télescopes actuels ou la prochaine génération de télescopes en projet puissent déterminer sa masse ou les caractéristiques de son atmosphère si elle existe. La sonde Kepler s'est concentrée sur une seule petite région du ciel, mais des télescopes spatiaux de nouvelle génération, tels que TESS et CHEOPS, seront utilisés pour détecter les exoplanètes, et examineront en particulier les étoiles à proximité de la Terre. Le prochain télescope spatial James Webb et les futurs grands télescopes basés au sol pourront ensuite étudier les étoiles proches dotées de planètes, pour analyser les atmosphères, déterminer les masses et en déduire les compositions. De plus, le SKA (Square Kilometre Array) de l'observatoire d'Arecibo et du télescope Green Bank améliorerait considérablement les futures observations radioélectriques.